# Мілладор (Вісконсин)
Мілладор (англ. Milladore) — селище (англ. village) в США, в округах Вуд і Портедж штату Вісконсин. Населення — 268 осіб (2020).

## Географія
Мілладор розташований за координатами 44°36′21″ пн. ш. 89°51′17″ зх. д. / 44.60583° пн. ш. 89.85472° зх. д. (44.605743, -89.854844).  За даними Бюро перепису населення США в 2010 році селище мало площу 2,64 км², уся площа — суходіл.

## Демографія
Згідно з переписом 2010 року, у селищі мешкало 276 осіб у 106 домогосподарствах у складі 73 родин. Густота населення становила 104 особи/км².  Було 114 помешкання (43/км²).
Расовий склад населення:
| - 93,1 % — білих - 1,1 % — чорних або афроамериканців - 5,1 % — осіб інших рас |

До двох чи більше рас належало 0,7 %. Частка іспаномовних становила 6,9 % від усіх жителів.
За віковим діапазоном населення розподілялося таким чином: 26,1 % — особи молодші 18 років, 62,7 % — особи у віці 18—64 років, 11,2 % — особи у віці 65 років та старші. Медіана віку мешканця становила 35,0 року. На 100 осіб жіночої статі у селищі припадало 117,3 чоловіків;  на 100 жінок у віці від 18 років та старших — 100,0 чоловіків також старших 18 років.
Середній дохід на одне домашнє господарство  становив 59 284 долари США (медіана — 52 188), а середній дохід на одну сім'ю — 75 163 долари (медіана — 68 750). Медіана доходів становила 40 625 доларів для чоловіків та 32 083 долари для жінок. За межею бідності перебувало 16,7 % осіб, у тому числі 17,2 % дітей у віці до 18 років та 15,4 % осіб у віці 65 років та старших.
Цивільне працевлаштоване населення становило 168 осіб. Основні галузі зайнятості: освіта, охорона здоров'я та соціальна допомога — 23,8 %, виробництво — 15,5 %, роздрібна торгівля — 11,9 %, мистецтво, розваги та відпочинок — 10,1 %.